# Jakobov ljiljan
Jakobov ljiljan (sprekelija, lat. Sprekelia), maleni biljni rod od dviju vrsta trajnica iz porodice zvanikovki. Obje vrste rastu u Meksiku, a u Europu je S. formosissima unešena krajem 16. stoljeća.
Ime roda došlo je po njemačkom botaničaru Johannu Heinrichu von Spreckelsenu.

## Vrste
1. Sprekelia formosissima (L.) Herb.
2. Sprekelia howardii Lehmiller